# L'Arbresle
L'Arbresle è un comune francese di 6 220 abitanti situato nel dipartimento del Rodano della regione Alvernia-Rodano-Alpi.
Il territorio comunale è bagnato dalle acque della Brévenne.

## Storia

### Simboli
Lo stemma di L'Arbresle, in uso dal 1640, si blasona:

## Società

### Evoluzione demografica
Abitanti censiti